# Talara subcoccinea
Talara subcoccinea là một loài bướm đêm thuộc phân họ Arctiinae, họ Erebidae.